# Karl von Starck (Politiker, 1867)
Karl von Starck (* 27. September 1867 in Kassel; † 22. August 1937 auf Schloss Laar) war ein deutscher Verwaltungsjurist und Politiker.

## Leben
Starcks Eltern waren Wilhelm (von) Starck (1835–1913) und dessen Frau Charlotte geb. von Baumbach (1844–1914). Wilhelm (von) Starck, fürstlich schwarzburg-rudolstädtischer Wirklicher Geheimer Rat und Staatsminister, wurde am 20. August 1888 an Bord der Jacht Alexandria in den erblichen preußischen Adelsstand erhoben. Er erwarb 1902 das Schloss Laar mit den dazugehörigen Gütern Laar und  Rangen.
Karl studierte Rechtswissenschaft an der Kaiser-Wilhelms-Universität Straßburg. 1886  renoncierte er beim Corps Rhenania Straßburg. Nach dem Ersten Examen trat er 1891 in Kassel als Regierungsreferendar in den preußischen Verwaltungsdienst. Nach seiner Ernennung zum Regierungsassessor im März 1894 war er Hilfsbeamter beim Kreis Memel. 1896 kam er als Hilfsarbeiter zum Reichsamt des Innern. 1901 wurde er Landrat im Kreis Hörde. Im Juli 1905 wurde er als Polizeidirektor nach Potsdam berufen. 1907 wurde er dort Polizeipräsident und 1917 Regierungspräsident in Köln. In dieser Funktion führte er am 18. Oktober 1917 Konrad Adenauer ins Amt des Kölner Oberbürgermeisters ein. Obwohl Starck erst zum 1. September 1919 aus seinem Amt als Kölner Regierungspräsident verabschiedet wurde, war er nach seiner Ernennung am 17. Juni 1919 bereits vom 21. Juni 1919 bis zu seinem Rücktritt im Mai 1921 deutscher Reichs- und preußischer Staatskommissar für die besetzten rheinischen Gebiete mit Sitz in Koblenz.

## Besitz und Familie
Starck war Erbherr auf Gut und Schloss Laar, Gutsherr auf Rangen und Forst Schartenberg (alle im heutigen Landkreis Kassel).
Er heiratete am 29. Oktober 1902 in Ruhrort Erna Carp (* 8. Februar 1881 in Ruhrort; † 19. April 1938 auf Schloss Laar), die Tochter des Geheimen Justizrats, Rechtsanwalts und Notars Eduard Carp und der Alma Haniel. Das Ehepaar hatte eine Tochter und vier Söhne. Seine Nachfahren leben noch heute auf Gut Laar.